# SMS Ostfriesland
Le SMS Ostfriesland est un cuirassé allemand de classe Helgoland et de type dreadnought qui a participé, au sein de la Kaiserliche Marine, à plusieurs batailles navales durant la Première Guerre mondiale.

## Historique
Le SMS Ostfriesland est construit à partir d'octobre 1908 par les chantiers navals impériaux de Wilhelmshaven pour remplacer l'ancien SMS Oldenburg (lancé en 1884) pour la défense côtière. Il a trois sister-ships, les SMS Helgoland, SMS Thüringen et SMS Oldenburg. Il est lancé le 30 septembre 1909 et entre en service le 1er août 1911 avec douze canons de calibre 305 mm en six tourelles jumelles. Sa vitesse maximale est de 21,2 nœuds (39 km/h). Il mesure 167,2 m de longueur, 28,5 m de largeur pour un tirant d'eau de 8,94 m et un déplacement de 24 700 tonnes. Le cuirassé est affecté, après des essais qui ont lieu jusqu'au 15 septembre 1911, au Ier escadron de combat de la Hochseeflotte, le 22 septembre 1911. Il participera aux actions majeures contre la Grand Fleet pendant la Première Guerre mondiale. Il prend part aux grandes manœuvres navales de novembre.
Il devient navire amiral lorsque le vizeadmiral von Pohl quitte le 29 avril 1912 le SMS Westphalen pour le SMS Ostfriesland, en commandant l'escadre. Le konteradmiral von Lans (de) lui succède le 29 septembre 1912. Il est nommé vice-amiral, le 27 décembre 1913. la croisière navale estivale habituelle de l'empereur qui a lieu en Norvège commence pour l'année 1914 le 14 juillet et le navire arrive dans les fjords norvégiens le 25 juillet. Cependant la flotte est obligée de rentrer en Allemagne le lendemain, après l'ultimatum austro-hongrois à la Serbie (crise de juillet). Elle se rassemble le 27 juillet au cap Skadenes. La guerre entre l'Empire austro-hongrois et la Serbie est déclarée le 28 juillet et, en l'espace d'une semaine, les puissances européennes entrent dans le conflit. Le SMS Ostfriesland et le reste du Ier escadron arrivent à Wilhelmshaven le 29 juillet.

### Première Guerre mondiale
La première bataille navale d'importance du conflit a lieu en mer du Nord, le 28 août 1914. C'est la bataille de Heligoland qui coûte la perte de quatre navires du côté allemand, et aucun du côté britannique. Le SMS Helgoland stationné au large de l'île fortifiée de Wangerooge reçoit l'ordre à 4 h 30 du matin de rejoindre le SMS Ostfriesland et quitte le port. Les deux navires rejoignent à 5 h les deux croiseurs SMS Frauenlob et SMS Stettin, puis retournent au port pour la nuit. L'après-midi du 7 septembre, le SMS Ostfriesland et le reste de la Hochseeflotte procèdent à un entraînement au large de Heligoland. En octobre, le navire est équipé d'une paire de canons anti-aérien de 8,8 cm.
Il est présent à la sortie de la flotte impériale allemande qui a lieu en mer du Nord, les 2 et 3 novembre 1914. Aucun navire anglais n'est en vue. Une seconde opération a lieu les 15 et 16 décembre. C'est le début d'une stratégie mise en place par l'amiral von Ingenohl, commandant de la Hochseeflotte. Il a l'intention de se servir des croiseurs de bataille du 1er groupe de reconnaissance commandé par le konteradmiral Hipper pour longer les côtes anglaises en attaquant les ports et détruire le plus possible de navires de la Grand Fleet. La flotte allemande quitte donc le port le 15 décembre pour attaquer Scarborough, Hartlepool et Whitby. Elle comprend douze dreadnoughts (dont le SMS Ostfriesland et ses sister-ships) et huit pré-dreadnoughts et ne rencontre qu'une escadron isolé de six navires de combat ennemis. Cependant l'amiral allemand Ingenohl évalue mal le nombre de navires et l'obscurité de la nuit ainsi que les conditions climatiques lui font croire qu'il s'agit d'une plus grande partie de la flotte anglaise. Il cesse donc l'engagement et, suivant les ordres du Kaiser qui ne voulait pas risquer inutilement « sa » flotte, retourne en Allemagne.
La bataille du Dogger Bank, qui a lieu le 24 janvier 1915, est déclenchée lorsque les escadrons du vice-amiral Beatty prennent en embuscade l'escadre du konteradmiral Hipper. Le SMS Ostfriesland et le reste de son escadron reçoivent l'ordre de sortir pour prêter main-forte aux croiseurs allemands dépassés en nombre. Le Ier escadron de combat quitte donc le port à midi trente-trois avec les pré-dreadnoughts du IIe escadron mais ils arrivent trop tard et ne parviennent même pas à rencontrer des navires britanniques. Ils sont de retour dans la passe de Schillig (à vingt kilomètres au nord de Wilhelmshaven) le soir même à dix-neuf heures cinq. Le SMS Blücher est coulé et le SMS Seydlitz est sévèrement endommagé par un incendie. Guillaume II relève en conséquence l'amiral Ingenohl de son commandement qui est remplacé le 2 février par l'amiral von Pohl.
Les huit navires du Ier escadron participent le 22 février 1915 à des exercices qui ont lieu en mer Baltique et qui se poursuivent jusqu'au 13 mars. À leur retour en mer du Nord, les navires font quelques sorties, sans rencontrer de navire ennemi, les 29 et 30 mars, les 17 et 18 avril, les 21 et 22 avril, les 17 et 18 mai, et les 29 et 30 mai. Le SMS Ostfriesland reste à quai avec le reste de son unité jusqu'au 4 août, date à laquelle le Ier escadron retourne en Baltique pour des manœuvres. Il est affecté ensuite aux opérations qui ont pour but de chasser la flotte impériale russe du golfe de Riga en août 1915. Les forces d'assaut comprennent donc les huit navires du Ier escadron de combat (dont le SMS Ostfriesland), ainsi que les croiseurs de bataille SMS Von der Tann, SMS Moltke et SMS Seydlitz, plusieurs croiseurs légers, trente-deux destroyers et treize dragueurs de mines. Il faut déminer les lieux de passage des navires russes dont le cuirassé pré-dreadnought, le Slava est un ancien fleuron. Le SMS Ostfriesland et la plupart des grands navires de combat restent en dehors du golfe pendant la menée des opérations. Les dreadnoughts SMS Nassau et SMS Posen sont détachés le 16 août pour escorter les dragueurs de mines et détruire le Slava. Ils ne parviennent pas à le couler mais le passage est déminé au bout de trois jours et la flotte allemande entre dans le golfe de Riga le 19 août 1915. L'arrivée de sous-marins ennemis oblige toutefois la flotte allemande à quitter les lieux le lendemain. Le SMS Ostfriesland et son escadron sont de retour à Wilhelmshaven le 26 août. Le nouveau chef de l'escadre est le vice-amiral Erhard Schmidt.
Des sorties ont lieu les 11 et 12 septembre puis les 23 et 24 octobre 1915, 5 et 7 mars 1916, 26 et 27 mars, 21 et 22 avril, 24 et 25 avril et surtout les 31 mai et 1er juin à la bataille du Jutland. Le SMS Ostfriesland prend part à l'attaque d'un destroyer anglais et du HMS Defence qui sont coulés. Sur le chemin du retour, le SMS Ostfriesland est victime d'une mine qui provoque une brèche, la perte d'un homme d'équipage tué et de dix blessés. Le navire reste à quai pour réparations à Wilhelmshaven jusqu'au 25 juillet 1916. Des sorties ont lieu les 18 et 20 août, les 25 et 26 septembre et les 18, 19 et 20 octobre. L'année 1917 se passe sans combat avec des missions de surveillance d'avant-poste. Le 28 octobre 1917, alors que les combats contre les Russes, en pleine révolution, ont cessé, l'escadre est dans la baie de Putzig. Le lendemain, le SMS Ostfriesland et le SMS Thüringen sont à Arensburg. Le chemin du retour se fait le 2 novembre.
Le vice-amiral Friedrich Boedicker (en), nouveau chef de l'escadre, monte à bord du SMS Ostfriesland le 22 janvier 1918 qui devient ainsi navire amiral. La Hochseeflotte prend part une dernière fois à une opération en mer du Nord, les 23 et 24 avril 1918. Des sorties ont lieu en août dans le cadre de l'opération Schlußstein (avec l'unité spéciale composée du SMS Ostfriesland, du SMS Thüringen et du SMS Nassau) en mer Baltique orientale, mais celle-ci n'a finalement pas lieu. Le SMS Ostfriesland est de retour à Wilhemshaven le 23 août.

### Fin de service
Le SMS Ostfriesland et ses sister-ships reçoivent l'ordre de participer à une dernière action à la fin d'octobre 1918 avant l'armistice. Le grand-amiral Scheer a en effet l'intention d'infliger des dommages à la marine britannique afin que l'Allemagne puisse peser dans les négociations qui vont s'ouvrir. Cependant, un certain nombre de membres de l'état-major sont hostiles à cette mesure qui risquerait de prolonger la guerre et d'apporter encore des pertes. L'escadre doit quitter Wilhemshaven le 29 octobre mais, dans la soirée, l'équipage du SMS Thüringen se mutine, ainsi que ceux d'autres navires. Les troubles révolutionnaires forcent Hipper et Scheer à annuler l'opération. Informé de la situation, l'empereur déclare : « je n'ai plus de marine. »

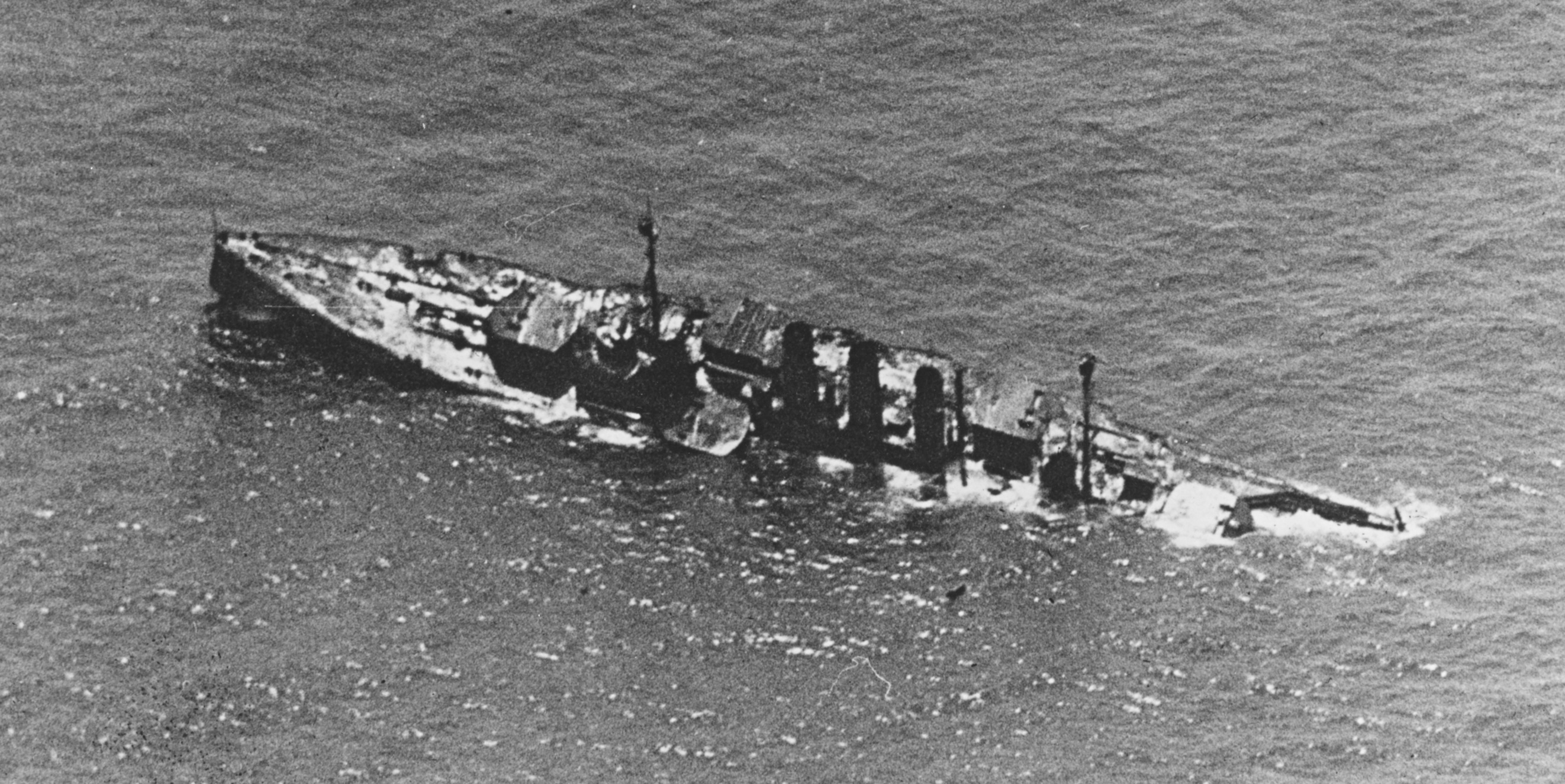
LOstfriesland en train de couler le 21 juillet 1921.

Le SMS Ostfriesland est mis hors service le 6 novembre 1918. La flotte allemande après la capitulation et la chute de l'Empire allemand est internée à Scapa Flow. Le 21 juin 1919, le konteradmiral von Reuter lui donne l'ordre de se saborder. Cependant, le SMS Ostfriesland est resté en Allemagne. Il est cédé aux États-Unis, et le 9 avril 1920 un équipage américain en prend possession. Il est utilisé comme navire cible le 20 juillet 1921 et resta à flot malgré 52 bombes larguées par l'aviation de la United States Navy et le Marine Corps. Le lendemain les Martin NBS-1 de l’United States Army Air Service passent à l’attaque avec 11 bombes de 450 et 900 kg, achevant le navire.

## Polémique à propos de l'attaque aérienne
L'auteur anglophone John Costello (en) raconte dans son livre La Guerre du Pacifique, page 49 que la marine de guerre américaine réfuta la possibilité qu'une force armée aérienne puisse couler un navire : le bateau-cible étant sans défense face à ses assaillants. Par contre les marins japonais auraient médités cette opportunité qu'ils appliquèrent à Pearl Harbor.

## Commandants de bord
- Kapitän zur See Walter Engelhardt (de), août 1911-août 1915
- Kapitän zur See Ernst-Oldwig von Natzmer, août 1915-mars 1918
- Kapitän zur See Hans Herr (de), mars-décembre 1918
- Kapitän zur See Karl Windmüller, décembre 1918

## Crédits
- (de) Cet article est partiellement ou en totalité issu de l’article de Wikipédia en allemand intitulé « SMS Ostfriesland » (voir la liste des auteurs).